# Francheleins
Francheleins è un comune francese di 1 293 abitanti situato nel dipartimento dell'Ain della regione dell'Alvernia-Rodano-Alpi.
Fino al 1998 si è chiamato Amareins-Francheleins-Cesseins.

## Società

### Evoluzione demografica
Abitanti censiti